# 이치키 다로
이치키 다로(일본어: 一木 太郎, 1976년 9월 1일 ~ )는 일본의 축구 선수이다.

## 구단 경력
J리그의 베르디 가와사키과 소니 센다이 FC에서 활동했다.

## 국가대표팀 경력
그는 1993년 FIFA U-17 세계 축구 선수권 대회에 참가할 일본 U-17 국가대표팀에 발탁되었으며, 4경기에 출전했다.